# احمد حماده
احمد حماده (عربی: أحمد حمادة جاسم؛ زادهٔ ۱۸ سپتامبر ۱۹۶۱) دونده دو با مانع اهل بحرین بود.